# ザ・ハイヤー
ザ・ハイヤー(The Higher)とは、アメリカ合衆国ネバダ州ラス・ヴェガスにて結成されたエモバンドである。R&Bとエモを融合させた、キャッチーでノリの良いサウンドで、メディアからは「ディスコ・エモ」や「ダンス・エモ」等と呼ばれることが多い。

## 現在のメンバー
- セス・トロッター/Seth Trotter　- (ヴォーカル)
- ロバー ト "レジー" レーガン2世/Robert Gene Ragan II - (ギター)
- ジェイソン "フェイス" センティーノ/Jason "Face" Centeno - (ベース)

### 旧メンバー
- トム・オークス/Tom Oakes  - (元ギタリスト)
- ジェームス・マチソン/James Mattison - (元ギタリスト)
- パット・ハーター/Pat Harter - (元ドラマー)
- ドグ"ダグ・フレッシュ"マッカートニー/Doug "Duug Fresh" McCarthy - (元ドラマー)

## 略歴
2005年5月3日、1stアルバム「Histrionics」でデビューを飾る。
2007年3月6日、2ndアルバム「On Fire」をリリース。同年11月には、来日公演も行う。
2009年6月23日にニューアルバム「It's Only Natural」を発表した。直後にフジロックフェスティバル09にも出演。
2012年をもって解散することを発表。

## トリビア
- 1stアルバム「Histrionics」のジャケットデザインは、人気バンドPearl Jamのアルバム『Vitalogy』に使用されている物のパロディである。

## ディスコグラフィー

### アルバム
| 発売日        | アルバムのタイトル | 販売レーベル                                    | 全米ビルボードアルバムチャート最高位 | セールス |
| 2005年5月3日  | Histrionics        | Fiddler Records                                 | -                                    | -        |
| 2007年3月6日  | On Fire            | Epitaph（アメリカ) ソニー・ミュージック（日本） | Heatseekersにて38位                  | -        |
| 2009年6月23日 | It's Only Natural  | Epitaph（アメリカ) ソニー・ミュージック（日本） | 未発表                               | 未発表   |

### ミュージックビデオ
- Insurance? - 2ndアルバム「On Fire」に収録。